# Vengurla
Vengurla es una ciudad y  municipio situada en el distrito de Sindhudurg en el estado de Maharashtra (India). Su población es de 12392 habitantes (2011). Se encuentra a 131 km de Kolhapur.

## Demografía
Según el censo de 2011 la población de Vengurla era de 12392 habitantes, de los cuales 6196 eran hombres y 6196 eran mujeres. Vengurla tiene una tasa media de alfabetización del 91,54%, superior a la media estatal del 82,34%: la alfabetización masculina es del 93,18%, y la alfabetización femenina del 89,90%.